# Gestamp Automoción
Gestamp Automoción, S.A. eller Gestamp er en spansk multinational producent af bildele i metal. Corporación Gestamp blev etableret i 1997 som et spin-off fra Gonvarri. De har over 100 fabrikker i 21 lande samt 13 forsknings- og udviklingscentre.